# Роберт Ренан
Ро́берт Рена́н А́лвес Барбо́за (порт.-браз. Robert Renan Alves Barbosa; род. 11 октября 2003, Бразилиа) — бразильский футболист, центральный защитник «Зенита».

## Клубная карьера
Воспитанник клуба «Коринтианс», Роберт Ренан дебютировал в основном составе «народной команды» 20 апреля 2022 года в матче Кубка Бразилии против клуба «Португеза да Илья». 26 июня 2022 года дебютировал в бразильской Серии A в матче против «Сантоса».
В 2023 году перешёл в петербургский «Зенит». В основном составе Роберту Ренану закрепиться не удалось, и в январе 2024 года игрок отправился в аренду в бразильский «Интернасьонал».
2 сентября 2024 года вернулся в «Зенит» и перешёл на правах аренды в «Аш-Шабаб» из Эр-Рияда за 3 миллиона евро.

## Карьера в сборной
В марте 2023 года получил вызов во взрослую сборную Бразилии на матч против Марокко. В игре участия не принял.
В июне 2023 года был вызван в национальную сборную Бразилии для подготовки к товарищеским матчам с Гвинеей и Сенегалом.

## Достижения

### Командные
«Зенит»
- Чемпион России: 2022/23
- Обладатель Суперкубка России: 2023

Сборная Бразилии (до 20 лет)
- Победитель чемпионата Южной Америки для игроков до 20 лет: 2023